# Kostel svatého Martina z Tours (Líbeznice)
Kostel svatého Martina z Tours je dominantou Líbeznic. Nechal ho vybudovat hrabě Nostic v letech 1788 až 1795 jako náhradu za starší kostel z 13. nebo 14. století. Do konce roku 2005 byl kostel farním.

## Historie

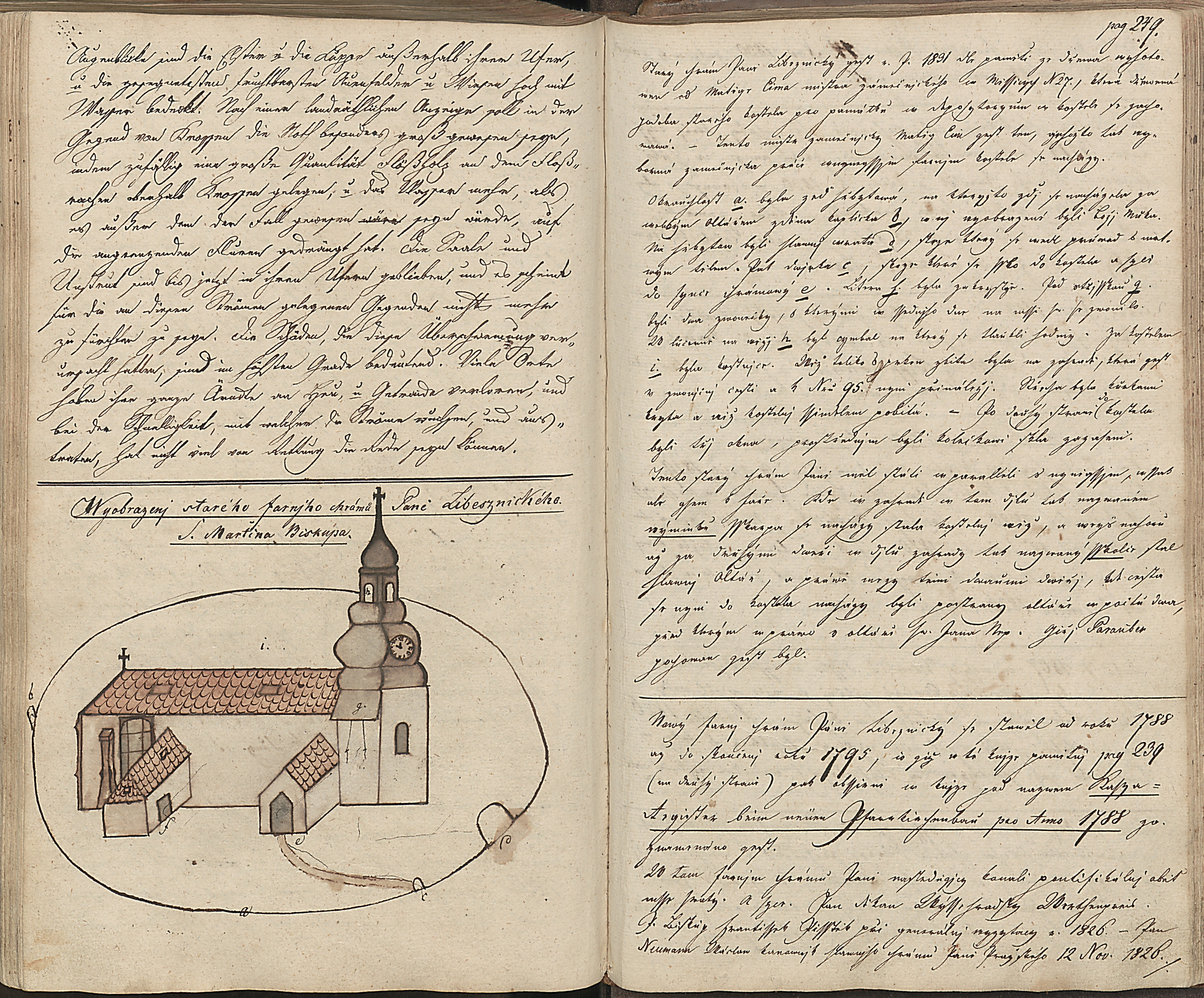
Dvoustrana farní kroniky farnosti Líbeznice s vyobrazením kostela před přestavbou v roce 1788 (SOkA Praha-venkov)

Podle dochovaných zpráv stál kostel zasvěcený sv. Martinovi v Líbeznicích již před rokem 1380. Nacházel se v blízkosti dnešního domu čp. 142, který v letech 1883–1956 sloužil jako škola, a asi 200 kroků od něho stála prkenná zvonice se zvony z let 1663 a 1676. O výstavbě nového kostela začalo být uvažováno již po třicetileté válce, kdy bylo k líbeznické farnosti trvale připojeno území zrušených farností v Hovorčovicích a Pakoměřicích. V roce 1788 byl starý kostel zbourán a dne 1. května 1788 pražským světícím biskupem Erasmem Dionýsem Kriegerem posvěcen základní kámen nově budovaného kostela, pro nějž bylo vybráno vyvýšené místo jižně od původní stavby (při dnešním Mírovém náměstí).
Archivní fond Farního úřadu Líbeznice včetně farní kroniky od roku 1740 je uložena ve Státním okresním archivu Praha-venkov.

## Popis
Jednolodní pozdně barokní kostel s obdélníkovou lodí o délce 25 metrů a šířce 16 metrů a presbytářem tvaru čtverce se dvěma zkosenými rohy byl postaven pod vedením zednického mistra Matěje Kinzla. Autorem nástropních maleb je pražský malíř Antonín Schlachter, na stavbě se dále podíleli například zámečník Matěj Eim z Měšic, dvorní kameník Koller z Prahy, dvorní klempíř Vít Mayer z Prahy a tesař Josef Lang z Prahy. Po stranách lodi se nacházejí obdélníkové sakristie. Na západní straně je kostel zakončen věží čtvercového půdorysu s hlavním vstupem, jehož dveře jsou opatřeny letopočtem 1793. Po obou stranách lodi jsou ještě postranní vchody.

### Vybavení

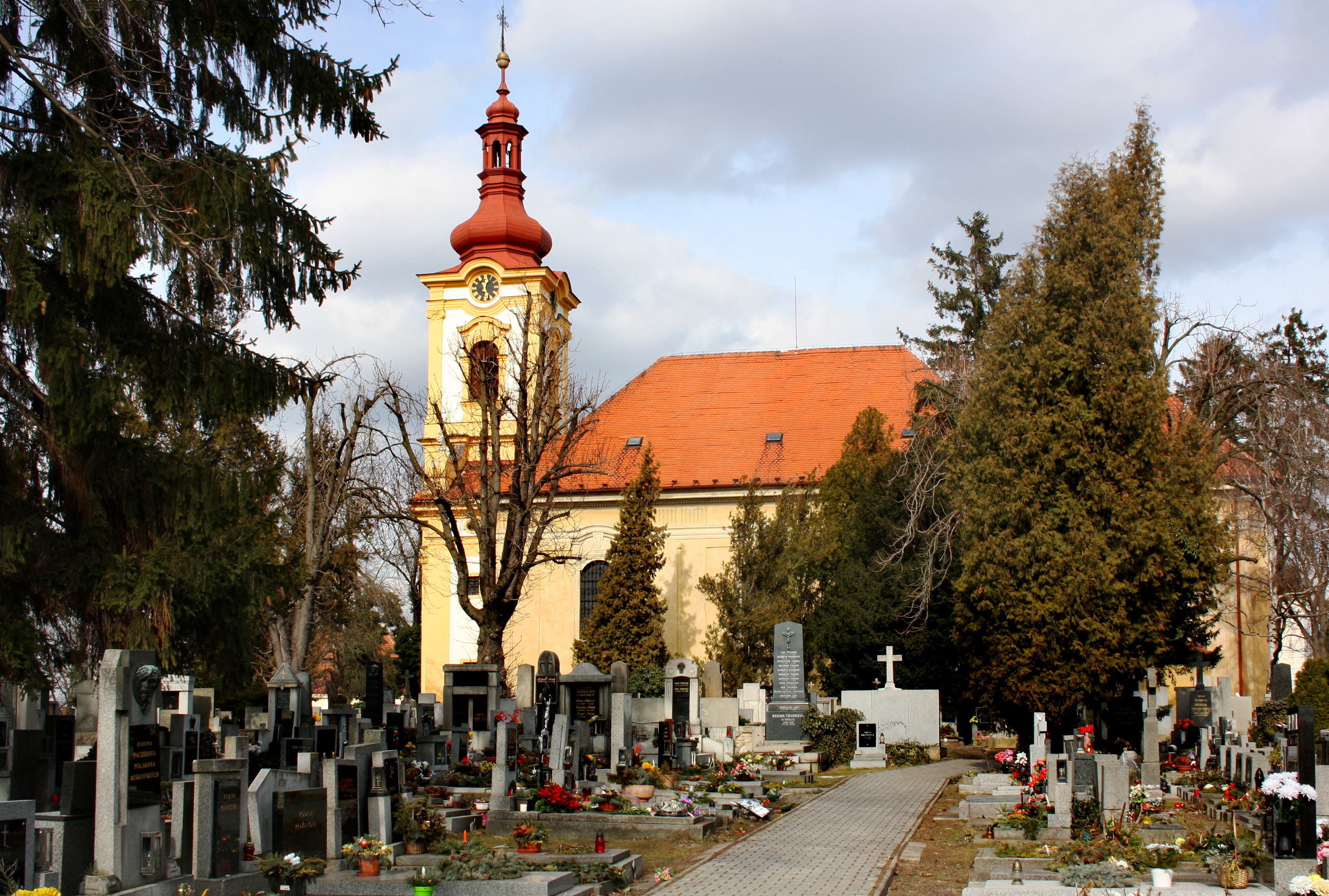
Kostel se hřbitovem

Vnitřní vybavení pochází převážně z 2. poloviny 18. století. Portálový hlavní oltář (s nástavcem z roku 1764) byl původně určen pro kostel v Rokycanech a je vyzdoben plastikami Ignáce Františka Platzera; autorem oltářního obrazu sv. Martina z roku 1881 je Bohumír Roubalík. Boční oltáře Panny Marie a Ukřižovaného byly přeneseny ze zrušeného pražského kostela sv. Michaela archanděla. Všechny tři oltáře jsou dílem architekta Františka Ignáce Préea. Kostel byl dokončen a benedikován v roce 1795. Jednalo se o první kostel v Čechách, na který byl instalován hromosvod; instaloval ho zde pražský profesor mechaniky Antonín Renner.

## Okolí kostela
Kostel je obklopen hřbitovem. Nedaleko stojí patrová barokní fara (čp. 6) z 1. poloviny 18. století s mansardovou střechou. Kostel i fara jsou od roku 1958 zapsány do seznamu kulturních památek.
K 1. lednu 2006 byla líbeznická farnost zrušena a její území přičleněno k farnosti v Odoleně Vodě. Nedělní bohoslužby zůstaly zachovány.